# Brave vibration
Brave vibration（ブレイブ・バイブレーション）は、土屋アンナの10枚目のシングル。2009年7月1日発売。

## 概要
- 2009年第1弾シングル。
- 表題曲「Brave vibration」は、蛯原友里に替わり土屋本人が出演する資生堂「ANESSA」のCMソングである。
- カップリングの「Sweet Rishi Boy」は、m-floの☆Takuが作曲していて、作詞をしているLISAも元m-floのメンバーである。「Loser!」は、土屋自らが初めて監督を務めるCGアニメーション映画の主題歌。
- ジャケット写真は蜷川実花が撮影。「海・夏・女」をテーマにした楽曲の世界観にあわせて、土屋は水着姿を披露。[1]
- CD ONLY初回盤のみ、「土屋アンナ×蜷川実花 スペシャル・フォトブック」が付いている。

## 収録曲

### CD
1. Brave vibration（3:33）
  - 作詞：Michiko Motohashi／作曲・編曲：COZZi
2. Sweet Rishi Boy／Anna Tsuchiya mush up ☆Taku Takahashi（5:00）
  - 作詞：LISA／作曲：☆Taku Takahashi
3. Loser!（3:25）
  - 作詞：Anna-Maria La Spina／作曲：Dan Gautreau／編曲：Anna-Maria La Spina、Dan Gautreau

### DVD
1. Brave vibration -MUSIC CLIP-
2. 資生堂「アネッサ」-CM CLIP-

## タイアップ
Brave vibration
- 資生堂「ANESSA」2009年度CMソング
- エイベックス・グループ・ホールディングス「ミュゥモ」CMソング
- 日本テレビ系「音楽戦士 MUSIC FIGHTER」2009年6月度オープニングテーマ
- テレビ朝日系「プロマーシャル」タイアップソング

Loser!
- ティ・ジョイ配給映画「フィッシュ・ボーン」主題歌